# Lamprosema salbialis
Lamprosema salbialis là một loài bướm đêm trong họ Crambidae.